# Южноафриканский профсоюз работников торговли, общественного питания и смежных отраслей
Южноафриканский профсоюз работников торговли, общественного питания и смежных отраслей (англ. The South African Commercial, Catering and Allied Workers Union, SACCAWU) — профсоюз, представляющий работников розничной торговли, распределения и гостиничного бизнеса в Южной Африке.

## История
Профсоюз был основан в 1975 году как «Профсоюз работников коммерческого питания и смежных отраслей» (англ. Commercial Catering and Allied Workers' Union, CCAWUSA).
Первым генеральным секретарем стала ярая приверженица профсоюза Эмма Машинини, а первым президентом был избран Махулу Ледваба. Первоначально профсоюз сильно рос, но неудачная забастовка в 1984 году с требованием повышения заработной платы в крупных отелях привела к уходу большинства работников гостиничного бизнеса, а также откололся небольшой Федеральный совет работников розничной торговли и смежных отраслей (англ. Federal Council of Retail and Allied Workers).
В 1985 году он стал одним из основателей Конгресса южноафриканских профсоюзов (англ. Congress of South African Trade Unions, COSATU). И Машинини, и Ледваба сыграли важную роль в создании этого профсоюзного конгресса, при этом Ледваба был избран его вторым вице-президентом.
Конгресс призвал к созданию «Единого профсоюза промышленности», а Профсоюз работников коммерческого питания и смежных отраслей начал переговоры о слиянии с Профсоюзом работников отелей и ресторанов (англ. Hotel and Restaurant Workers' Union, HARWU).
Профсоюз работников коммерческого питания и смежных отраслей разделился по идеологическому принципу: одна группа близка к Африканскому национальному конгрессу, но в 1990 году Конгресс южноафриканских профсоюзов заключил перемирие, к которому также присоединился Профсоюз работников отелей и ресторанов. Профсоюз переименовал себя в «Южноафриканский профсоюз работников торговли, общественного питания и смежных отраслей» (англ. South African Commercial, Catering and Allied Workers' Union).
Южноафриканский профсоюз работников торговли, общественного питания и смежных отраслей является филиалом Конгресса южноафриканских профсоюзов, а также филиалом двух международных союзов: UNI-Global Unions, где генеральный секретарь Боунс Скулу является исполнительным директором, а также президентом ООН-Африка, и Союза продовольствия, сельского хозяйства, гостиничного бизнеса, ресторанов, кейтеринга, международной табачной сети (англ. Union of Food, Agricultural, Hotel, Restaurant, Catering, Tobacco International Network, UIF).
Южноафриканский профсоюз работников торговли, общественного питания и смежных отраслей состоит из восьми регионов: Восточный Кейп, Фри-Стейт/Северный Кейп, Мпумаланга, Северный, Северо-Западный-Ваал, Западный Кейп и Витватерсранд.

## Генеральные секретари
1975: Эмма Машинини
1986: Вивиан Мтваz
1991: Папи Кганаре
1995: Кости Скулу

## Президенты
1975: Махулу Ледваба
1988: Дума Нкоси
1990-е: Амос Мотапо
2013: Луиза Типе